# Bir Umm Karajn
Bir Umm Karajn (arab. ‏بير أم اكرين‎, fr. Bir Moghreïn) – miasto w północnej Mauretanii, w regionie administracyjnym Tiris Zammur, niedaleko granicy z Saharą Zachodnią. Do miasta prowadzą nieoznakowane szlaki przez pustynię z Kaltat Zammur w Saharze Zachodniej i oddalonego o 400 km na południe Zuwiratu.